# 1886年3月5日日食
1886年3月5日日食为一次在协调世界时1886年3月5日出現的日環食。該次日食食分為0.9357，食甚維持8分20秒。

## 概述
這次日食的食分是0.9357，環食維持8分20秒。

## 基本參數
- 類型：日環食
- 食甚資料：
  - 日期：1886年3月5日
  - 時間：22時5分26秒
  - 地點：0S 150W
  - 食分：0.9357
  - 日環食持續時間：8分20秒

## 外部連結
- NASA日食專頁（页面存档备份，存于）（英文）